# Гарри Поттер и философский камень (фильм)
«Га́рри По́ттер и филосо́фский ка́мень» (англ. Harry Potter and the Philosopher’s Stone, в США и Индии вышел под названием Harry Potter and the Sorcerer’s Stone) — британско-американский фэнтезийный фильм 2001 года режиссёра Криса Коламбуса по сценарию Стива Кловиса. Первый фильм франшизы о мальчике-волшебнике Гарри Поттере, экранизация одноимённого романа Джоан Роулинг (1997). Главные роли исполнили Дэниел Рэдклифф, Руперт Гринт и Эмма Уотсон. Взрослые роли сыграли ведущие британские актёры, такие как Мэгги Смит, Алан Рикман, Джон Клиз и другие. Сюжет повествует о мальчике Гарри Поттере, оказавшимся знаменитым волшебником, и проходящем первый год обучения в Хогвартсе.
Проект был официально запущен в производство в 1999 году после того, как компания Warner Bros. выкупила у Джоан Роулинг права на адаптацию первых четырёх романов. В марте 2000 года режиссёром назначили Криса Коламбуса, а написать сценарий было поручено Стиву Кловису, которого утвердили месяцем ранее. Съёмки фильма проходили с осени 2000 по весну 2001 года в студии Leavesden и многочисленных архитектурных строениях Англии.
Фильм был выпущен в США и Великобритании 16 ноября 2001 года. Он был удостоен положительных отзывов критиков и имел коммерческий успех, став самым кассовым фильмом 2001 года со сборами более 1 млрд долларов. Кинолента выдвигалась на три премии «Оскар» (лучшие костюмы, лучшая работа художника-постановщика и лучшая музыка), а также была удостоена множества других наград и номинаций. В период с 2002 по 2011 год вышло семь продолжений фильма.

## Сюжет
Поздним вечером Альбус Дамблдор и Минерва Макгонагалл, профессора школы чародейства и волшебства Хогвартс, вместе с лесничим Рубеусом Хагридом доставляют недавно осиротевшего младенца Гарри Поттера магловскому семейству Дурслей, его единственным родственникам.
До десяти лет Гарри живёт вместе с Дурслями (дядей Верноном, тётей Петуньей и кузеном Дадли), которые относятся к нему неприязненно. Незадолго до своего одиннадцатого дня рождения Гарри сталкивается с несколькими странностями, такими как исчезнувшим стеклом вольера и говорящим удавом в  зоопарке, а затем совами, доставляющими адресованные ему письма. Дурсли не позволяют мальчику открыть их и переселяются на остров. Туда прибывает Хагрид, который доставляет Гарри письмо о его зачислении в Хогвартс. Он отвозит Гарри в Косой переулок за школьными принадлежностями. Там же они заходят в бар «Дырявый котёл», где Гарри знакомится с профессором Квирреллом, будущим учителем защиты от Тёмных искусств. На день рождения мальчик получает от Хагрида сову Буклю. Хагрид рассказывает Гарри, что его родители, Джеймс и Лили Поттеры, были убиты тёмным волшебником Волан-де-Мортом. Однако наложенное на младенца смертельное заклинание Волан-де-Морта отразилось в него самого, оставив Гарри на лбу шрам в виде молнии и уничтожив тело волшебника. Таким образом, Гарри стал известен в волшебном мире как «Мальчик, который выжил».
Гарри отправляется в Хогвартс на поезде, где знакомится с Роном Уизли и Гермионой Грейнджер. Прибыв в Хогвартс, Гарри также встречает Драко Малфоя, с которым у него сразу возникает соперничество и вражда. Ученики собираются в Большом зале, где все первокурсники с помощью Распределяющей шляпы отбираются на четыре факультета: Гриффиндор, Пуффендуй, Когтевран и Слизерин. Хотя Распределяющая шляпа рассматривает возможность определить Гарри в Слизерин вместе с Малфоем, в итоге она зачисляет его в Гриффиндор наряду с Роном и Гермионой.
В Хогвартсе Гарри начинает изучать магию и узнавать больше о своём прошлом и родителях. На первом занятии по зельеварению у него складываются неприязненные отношения с профессором Северусом Снеггом, деканом Слизерина. После урока полёта на метле, на котором Гарри из-за стычки с Малфоем ловит шар-напоминалку студента Невилла Долгопупса, профессор Макгонагалл назначает его ловцом сборной факультета по квиддичу — самому популярному виду магического спорта. В тот же день по пути в общую гостиную Гарри, Рон и Гермиона случайно попадают в запретный коридор Хогвартса, где они обнаруживают гигантского трёхголового пса Пушка. В день Хэллоуина Рон оскорбляет Гермиону, которая демонстрирует знания на уроке заклинаний. Расстроенная Гермиона запирается в женском туалете, где на неё нападает гигантский горный тролль. Гарри и Рон приходят ей на помощь, и Гермиона окончательно становится их близким другом.
На своём дебютном матче по квиддичу Гарри теряет управление ранее подаренной метлой, и Гермиона замечает на трибуне шепчущего в его сторону Снегга. Она спасает Гарри, поджигая заклинанием плащ профессора. Это позволяет Гарри восстановить контроль над метлой и принести сборной Гриффиндора победу. В ходе разговора с ребятами Хагрид случайно обмолвился про Николаса Фламеля, и трио узнаёт, что алхимик является создателем философского камня, превращающего любой металл в золото и дающего бессмертие. На Рождество Гарри становится свидетелем того, как Снегг угрожает Квирреллу раскрыть некий секрет последнего. Троица понимает, что Пушок охраняет камень, а также то, что Снегг хочет украсть артефакт для возвращения Волан-де-Морту физической формы. Они посещают Хагрида и находят у него дракона Норберта. После этого их ловит профессор Макгонагалл, наказывая походом в Запретный лес за нахождение вне замка ночью, в том числе и донёсшего на троицу Малфоя. В лесу Гарри сталкивается с неизвестным существом, пьющим кровь единорога для поддержания жизни, однако мальчика спасает кентавр.
Гарри рассказывает о произошедшем Рону и Гермионе, и они решают найти камень раньше Снегга. Спустившись в охраняемый Пушком люк, они сталкиваются с рядом защитных мер, такими как двигающиеся растения («Дьявольские силки»), комнатой с агрессивными летающими ключами и игрой в гигантские шахматы. На последнем испытании шахматная фигура нокаутирует Рона, и Гермиона остаётся с ним. Пройдя испытания, Гарри находит в последней комнате профессора Квиррелла. Он узнаёт, что именно Квиррелл всё это время пытался добыть камень и навредить мальчику, а Снегг на самом деле защищал Гарри (в том числе спасал его на квиддиче). Квиррелл снимает свой тюрбан, и на его затылке обнаруживается ослабленный Волан-де-Морт. С помощью чар, наложенных Дамблдором, Гарри находит у себя философский камень. Волан-де-Морт требует у Гарри камень в обмен на воскрешение его родителей, на что получает решительный отказ. Квиррелл намеревается убить Гарри, однако тот наносит ему смертельные ожоги, и профессор превращается в пепел. Возродившаяся душа Волан-де-Морта проходит сквозь Гарри, и он теряет сознание.
Гарри поправляется в школьном больничном крыле. Дамблдор сообщает мальчику, что камень уничтожили, и объясняет, что Гарри смог победить Квиррелла благодаря мощной защите, переданной ему от матери. Гарри, Рон и Гермиона награждаются очками за свои героические поступки. Помимо этого, Дамблдор присуждает очки Невиллу за попытку остановить трио той ночью, вследствие чего Гриффиндор выходит на первое место в межфакультетском соревновании и выигрывает Кубок Школы. Приняв Хогвартс как свой настоящий дом, Гарри возвращается к Дурслям на летние каникулы.

## В ролях
| Актёр           | Роль                          |
| --------------- | ----------------------------- |
| Дэниел Рэдклифф | Гарри Поттер                  |
| Руперт Гринт    | Рон Уизли                     |
| Эмма Уотсон     | Гермиона Грейнджер            |
| Ричард Харрис   | профессор Альбус Дамблдор     |
| Мэгги Смит      | профессор Минерва Макгонагалл |
| Робби Колтрейн  | Рубеус Хагрид                 |
| Том Фелтон      | Драко Малфой                  |
| Алан Рикман     | профессор Северус Снегг       |
| Крис Рэнкин     | Перси Уизли                   |
| Джеймс Фелпс    | Фред Уизли                    |
| Оливер Фелпс    | Джордж Уизли                  |
| Мэттью Льюис    | Невилл Долгопупс              |

| Актёр           | Роль                                                 |
| --------------- | ---------------------------------------------------- |
| Шон Биггерстафф | Оливер Вуд                                           |
| Иэн Харт        | профессор Квиррелл / Волан-де-Морт                   |
| Джон Клиз       | Почти Безголовый Ник                                 |
| Дэвид Брэдли    | Аргус Филч                                           |
| Зои Уонамейкер  | мадам Трюк                                           |
| Уорик Дэвис     | профессор Филиус Флитвик / гоблин-кассир / Крюкохват |
| Фиона Шоу       | Петунья Дурсль                                       |
| Гарри Меллинг   | Дадли Дурсль                                         |
| Ричард Гриффитс | Вернон Дурсль                                        |
| Джон Хёрт       | мистер Олливандер                                    |
| Джули Уолтерс   | Молли Уизли                                          |

## История создания

### Разработка
В 1997 году продюсер Дэвид Хейман, ранее основавший компанию Heyday Films, решил заняться экранизацией детской популярной книги. Первоначально продюсер обратил внимание на фэнтезийный роман Дианы Уинн Джонс «Людоед на первом этаже», однако его планы по созданию киноверсии книги остались нереализованными. Спустя некоторое время сотрудница компании Heyday Films Таня Сегачян, увидев в газете статью о новой серии романов про юного волшебника, посоветовала Хейману приняться за постановку первой части. По воспоминаниям продюсера, после прочтения копии книги он понял, что «оказался в нужном месте в нужное время».
В 1998 году Хейман предложил будущий проект компании Warner Bros., которая в свою очередь начала вести переговоры с Джоан Роулинг о приобретении прав на франшизу. Однако первоначально Роулинг не решалась «давать им контроль над остальной частью истории», поскольку тогда компания могла бы снимать продолжения экранизаций романов, ещё не написанных писательницей. Тем не менее, в 1999 году она всё же продала Warner Bros. права на создание фильмов по первым четырём книгам за 1 млн фунтов стерлингов (на тот момент чуть более 1,5 млн долларов). Влияние, которое Роулинг в конечном итоге оказала на всю постановку, Хейман описывал как «огромное». Писательница контролировала все стадии производства фильма, включая выбор режиссёра, сценариста и ключевых актёров. Она участвовала в разработке сценария в качестве консультанта. Её условием также было кастинг исключительно британских исполнителей на главные роли. Иностранные актёры появились только в четвёртом фильме франшизы, поскольку это было необходимо по повествованию романа. Визуальный стиль фильма — внешний вид декораций, костюмов и реквизитов — также во многом определяла она.
В сентябре 1999 года было объявлено, что Стивен Спилберг стал первым кандидатом на место режиссёра проекта. Его переговоры с Хейманом и Роулинг велись несколько месяцев. По сообщениям СМИ, Спилберг предложил идеи, которые были отклонены продюсером и писательницей, вроде создания компьютерного мультфильма с озвучкой Хэйли Джоэлом Осментом главного персонажа, либо фильма с элементами из нескольких книг. Позднее Хейман настаивал на отсутствии разногласий у него и Роулинг со Спилбергом относительно адаптации книги. «Он хотел, чтобы кто-то из нас пришёл к согласию», — вспоминал продюсер. В итоге 22 февраля 2000 года Спилберг отказался от работы над фильмом в пользу «Искусственного разума» с Осментом в главной роли. В качестве причины он назвал утрату интереса к проекту, однако выразил уверенность, что франшиза станет «феноменально успешной».
После ухода Спилберга Warner Bros. пригласила на прослушивание сразу несколько режиссёров. Ещё при кандидатуре Спилберга наравне с ним рассматривались Крис Коламбус, Джонатан Демми и Роб Райнер. Затем список пополнили Терри Гиллиам, Майк Ньюэлл, Алан Паркер, Вольфганг Петерсен, Роб Райнер, Айван Райтман, Тим Роббинс, Брэд Силберлинг, М. Найт Шьямалан и Питер Уир. Шьямалан отказался, поскольку на тот момент приступил к разработке фильма «Знаки». К марту 2000 года количество претендентов сократилось до Коламбуса, Паркера, Силберлинга и Гиллиама, из которых Роулинг отдавала предпочтение последнему. Несмотря на это, 28 марта 2000 года режиссёром фильма был объявлен Крис Коламбус. Решающими факторами в выборе Коламбуса компания посчитала большой опыт работы режиссёра с молодыми актёрами, а также успех его семейных кинолент «Один дома» и «Миссис Даутфайр». Сам режиссёр стал поклонником франшизы после того, как его дочь посоветовала ему прочитать первые три книги. Коламбус позвонил своему агенту о согласовании встречи с Warner Bros., на что тот сказал ему, что по крайней мере двадцать пять других претендентов хотят возглавить проект. Тогда режиссёр попросил агента организовать его встречу последней, чтобы произвести «неизгладимое впечатление» на компанию. Во время двух недель ожидания ответа Коламбус написал 130-страничную режиссёрскую версию сценария. В день собеседования с руководителями компании, в числе которых был Алан Хорн, Коламбус выступил со «страстной 45-минутной речью» и показал им свой аннотированный сценарий. Через несколько недель студия уведомила режиссёра о получении работы, и отправила его в Шотландию на встречу с Роулинг и Хейманом. На прослушивании, которое длилось около двух часов, Коламбус изложил им своё видение экранизации. Так, он хотел, чтобы сцены с маглами выглядели «мрачными и тоскливыми», а кадры волшебного мира были «полны цвета, настроения и деталей». Источниками вдохновения Коламбус назвал чёрно-белые киноадаптации романов Дейвида Лина «Большие надежды» и «Оливер Твист», а также фильмы «Оливер!» и «Крёстный отец», снятых на цветную плёнку.
В феврале 2000 года сценаристом фильма был выбран Стив Кловис. Он заприметил первую часть поттерианы среди присланного ему списка произведений для экранизации. При этом сценарист охарактеризовал книгу как «сложную» и «не поддающуюся адаптации». На собеседовании в компании он заявил, что фильм должен быть британским и соответствовать книжным персонажам. Затем Кловис провёл личную беседу с Хейманом и Роулинг, после чего был утверждён. Процесс создания фильма Кловис описывал как «действительно приближённый» к книге. С одобрения Роулинг он добавлял в сюжет диалоги, отличные от книги. Однажды Кловис был вынужден сократить один из фрагментов сценария, поскольку писательница указала ему, что это будет не соответствовать событию в тогда ещё не изданном пятом романе «Гарри Поттер и Орден Феникса».

### Кастинг
В марте 2000 года Сюзи Фиггис была назначена ответственной за подбор актёров. Она проводила прослушивания множества детей на главные роли. Кандидатами рассматривались исключительно британцы от 9 до 11 лет. На прослушиваниях им сначала предлагалось прочесть вслух предложенную страницу из книги, затем сымпровизировать сцену прибытия учеников в Хогвартс, и в третьей стадии зачитать несколько отрывков сценария. Фрагменты из сценария Коламбуса для фильма «Молодой Шерлок Холмс» также использовались на пробах. Когда поиски не дали результатов, продюсеры объявили о проведении кастингов за пределами Великобритании — в США. В итоге 11 июля 2000 года Фиггис покинула проект, поскольку, как она утверждала, ни одного из просмотренных ею детей Коламбус не счёл «достойным». Дальнейшим кастингом занимались Джанет Хиршенсон и Джейн Дженкинс.
Только на главную роль было рассмотрено около 40 000 заявок. Претендентами являлись Джейми Кэмпбелл Бауэр, Джек Уайтхолл, Николас Холт, Уильям Моусли и Джейми Белл. Однако Коламбус из-за неудачных прослушиваний в Великобритании на тот момент счёл наилучшим выбором американца Лиама Эйкена, до этого работавшего с режиссёром в фильме «Мачеха». В середине июля 2000 года он получил официальное предложение сыграть персонажа, однако оно сразу было отозвано самой Роулинг, твёрдо стоявшей на том, что роль должна достаться британцу.
Наконец, 21 августа 2000 года было объявлено, что три главные роли получили Дэниел Рэдклифф, ранее уже снявшийся в нескольких проектах, а также новички Руперт Гринт и Эмма Уотсон. Коламбус сразу захотел утвердить Рэдклиффа на роль Гарри Поттера ещё до начала открытого кастинга, увидев юного актёра в телеадаптации романа «Дэвид Копперфильд». Другого мнения была Сюзи Фиггис, считавшая, что родители Рэдклиффа не позволят ему сниматься в фильме. По признанию Коламбуса, его упорство в предоставлении актёру роли привело к отставке Фиггис. При этом первоначально отец и мать Дэниела действительно не хотели, чтобы он подписывал контракт. После его прослушивания Хейман и Коламбус смогли убедить родителей Рэдклиффа, что их сын будет защищён от СМИ, и те дали своё согласие. Роулинг одобрила выбор актёра продюсерами, заявив, что «увидев его пробы, я не думаю, что Крис Коламбус смог бы найти лучшего Гарри». Руперт Гринт прошёл кастинг, прислав съёмочной команде видеозапись, где он исполнил рэп-песню о его желании появиться в фильме. Гринт заявил, что идеально подходит на роль Рона Уизли, потому что «у него рыжие волосы». Персонажа также мог сыграть Томас Броди-Сангстер. Эмму Уотсон порекомендовала её театральный преподаватель, и для роли Гермионы Грейнджер девочке пришлось пройти более пяти собеседований. Уотсон, по её словам, отнеслась к прослушиваниям «со всей серьёзностью», однако «никогда не думала, что имела какой-либо шанс получить роль». Продюсеры впечатлились её самоуверенностью и в итоге выбрали среди несколько тысяч других кандидаток. При этом, по воспоминаниям Хиршенсон, с Уотсон конкурировала звезда фильма «Мадлен» Хэтти Джонс, которая уже была практически утверждена. Кэти Би также пробовалась на роль. Тому Фелтону, изначально претендовавшему на роли Гарри и Рона, в результате достался персонаж Драко Малфой.
Кастинг взрослого актёрского состава длился с августа по ноябрь 2000 года. Первый, с кем продюсеры заключили контракт на участие в проекте, стал Робби Колтрейн, получивший роль Хагрида. Робин Уильямс проявлял интерес сыграть данного персонажа, но из-за американского происхождения актёра Коламбус отверг его кандидатуру. Второй к фильму присоединилась Мэгги Смит, которой отвели роль Минервы Макгонагалл. На роль Северуса Снегга продолжительное время рассматривался британец Тим Рот, с 1990 года проживающий в США. Однако актёр отклонил предложение из-за съёмок в «Планете обезьян» Тима Бёртона, после чего продюсеры решили выбрать Алана Рикмана, впечатлившись его отрицательной ролью в фильме «Робин Гуд: Принц воров». На роль профессора Квиррелла пробовался Дэвид Тьюлис, который впоследствии появился в третьем фильме в образе преподавателя Римуса Люпина. Героя Квиррелла воплотил другой английский актёр Иэн Харт. Полтергейста Пивза изобразил Рик Майалл, однако все сцены с его участием не вошли в конечную версию фильма. Ричард Харрис дал согласие сыграть Альбуса Дамблдора только после того, как его внучка пригрозила прекратить общение с ним в случае отказа. Другими возможными кандидатами были Патрик Макгуэн и Шон Коннери. Самой Роулинг предложили появиться в роли Лили Поттер, матери Гарри, но писательница отказалась и объяснила это тем, что «не создана быть актрисой». В конечном счёте героиню сыграла Джеральдин Сомервилль. Последними к проекту присоединились звезда «Монти Пайтона» Джон Клиз и актриса Джули Уолтерс, утверждённые на роли призрака Почти Безголового Ника и Молли Уизли. При этом последнего персонажа, помимо Уолтерс, могла сыграть американская комедиантка Рози О’Доннелл, которая вела переговоры с Коламбусом. Уолтерс в свою очередь ранее претендовала на роль мадам Трюк, в итоге переданная Зои Уонамейкер.
В целом условие Роулинг о кастинге британцев было полностью выполнено, хотя несколько зарубежных актёров всё же появились во второстепенных и эпизодических ролях. Ричард Харрис являлся ирландцем, а Зои Уонамейкер, сделавшая себе карьеру как британская актриса, родом из США. Также роль гоблина Крюкохвата оказалась у американца Верна Тройера, а Элинор Коламбус, дочь режиссёра, сыграла ученицу Сьюзен Боунс.

### Съёмки
В 1999 году с Хейманом и компанией, на тот момент занимавшихся поиском мест для съёмок, связались два представителя британской киноиндустрии. Они предложили помощь в предоставлении локаций, павильона студии и изменении законодательства о детском труде, однако также поставили условие, что фильм должен сниматься в Великобритании. Руководство Warner приняло их сделку.
Предварительные натурные съёмки первых сцен фильма стартовали в начале 20-х чисел сентября 2000 года на Пикет-Пост-Клоуз в Бракнелле, послужившей в качестве Тисовой улицы, и продлились в течение двух недель. Основные съёмки начались 29 сентября 2000 года в павильонах студии Leavesden в 30 км от Лондона и на железнодорожной станции Готленд в Норт-Йоркшире. Финальные сцены прощания Гарри, Рона и Гермионы с Хагридом на вокзале были сняты в первые дни основных съёмок. Изначально в качестве локаций для Хогвартса предполагалось использовать замок Инвераилорт и Кентерберийский собор, однако администрация последнего не дала разрешения на съёмки из-за, по её мнению, «языческой» темы фильма. В итоге большая часть сцен, происходящих в Хогвартсе и рядом со школой, была снята в Глостерском соборе и замке Алник. Съёмки коридоров и учебных комнат Хогвартса проходили в начале октября 2000 года на протяжении двух недель в Даремском соборе. Некоторые эпизоды снимались в строениях Оксфордского университета, а именно в Бодлианской библиотеке и Школе богословия; последняя использовалась в качестве госпиталя Хогвартса. Местом для отснятия сцен с банком волшебников Гринготтс послужило здание австралийского представительства в Лондоне. В соответствии с книгой съёмки также велись в Лондонском зоопарке и на вокзале Кингс-Кросс. Основное завершение съёмочного процесса, первоначально намеченное на март 2001 года, в итоге состоялось в апреле, а полностью работа над фильмом была закончена в июле.
Фильм снимался камерами Panaflex Platinum и Millennium, произведёнными компанией Panavision. Каждая из них была оснащена одинаковыми зум-объективами. Для работы над некоторыми эпизодами использовалось до шести устройств, что позволяло полностью охватывать детей-актёров в более крупных кадрах и обеспечивать бесперебойность съёмочного процесса. Так, во время действий в Большом зале было задействовано шесть камер, в других сценах — две или четыре, в зависимости от происходивших событий. Оператор Джон Сил, в соответствии с видением Коламбуса, прибегал к различным стилям съёмок сцен — от холодных тонов в магловском мире до тёплых в волшебном. Для локаций внутри Хогвартса он использовал факелы и свечи из-за отсутствия искусственного освещения. В некоторых местах замка Сил полагался на естественное освещение, изменённое установленными снаружи окон осветляющими гелями и ND-фильтрами.
Американская и международная версия фильма получили разные названия, в связи с чем были пересняты все дубли с упоминанием философского камня. В сценах для проката в США актёры произносили слово «волшебный», для других стран — «философский». На съёмочной площадке дети-актёры находились четыре часа, а остальное время им отводилось на посещение школьных занятий. Также для съёмок Дэниел Рэдклифф должен был использовать контактные линзы, изменяющие цвет глаз (у актёра они с рождения голубые, а у персонажа Гарри — зелёные), однако они вызывали у него сильное раздражение. В связи с этим создатели изначально пытались скорректировать цвет его глаз на компьютере, однако после консультации с Роулинг решили оставить голубыми.
Некоторые эпизоды, присутствующие в романе, не были сняты для киноверсии. Так, в фильме отсутствуют сцены жизни семьи Дурслей до появления Гарри, полуночной дуэли Поттера с Малфоем и решения Гермионой логической задачи о ряде бутылок с зельями. Вместе с тем часть сюжетных линий были изменены, такие как значимость Николаса Фламеля и история с драконом Норбертом. Также в экранизации не учитывалась хронология событий. Например, на съёмочной площадке дома Дурслей (4 Privet Drive) сертификаты Дадли из начальной школы датированы 2001 годом, хотя действия с подросшим Гарри происходят в 1991 году. Поезда на вокзале Кингс-Кросс были в ливрее компании GNER, которая возникла только в 1996 году.

### Дизайн
Джудианна Маковски была назначена художницей по костюмам. Она придумала собственный вариант формы для квиддича, одев игроков в «свитера стиля преппи, бриджи для фехтования XIX века и нарукавники». Изначально Маковски планировала спроектировать костюм аналогично тому, который изображён на обложке американской версии книги, но в итоге сочла его «неряшливым». Повседневные чёрные мантии студентов, основанные на картинах эпохи Возрождения, она объединила с униформой британских школ-интернатов середины XX века. Для учителей Хогвартса и других персонажей художница создала образы, которые, по её словам, «перекликаются с историей». Она вручную раскрасила трафаретной печатью несколько метров бархата, чтобы воссоздать мантию Альбуса Дамблдора эпохи Возрождения. Костюм Северуса Снегга, изготовленный в викторианском стиле, состоял из «традиционной академической ткани» и был выглажен до блеска, а его шлейф Маковски стремилась сделать похожим на «раздвоенный язык змеи». Персонажам Аргусу Филчу и Почти Безголовому Нику художница разработала одежду времён Эдуарда VII и Елизаветы I соответственно. Для героини мадам Трюк дизайнер взяла классическую профессорскую мантию и преобразила её в судейскую чёрно-белого цвета, а затем скроила её таким образом, чтобы она струилась, как движение птицы. Костюм Хагрида был создан из фрагментов искусственных шкур, сшитых воедино.
Художник-постановщик Стюарт Крэйг построил декорации для фильма в студии Leavesden, в том числе Большой зал Хогвартса, взяв за образец большинство английских соборов периода Средневековья. Для съёмок сцен в Косом переулке Крэйг, вопреки предложению использовать существующую улицу, изобрёл свою разновидность локации, включающей в себя Георгианский и Тюдоровcкий стили, а также архитектуру времён королевы Анны.

### Визуальные эффекты
В ходе работы с визуальной частью фильма Коламбус акцентировал внимание команды по спецэффектам на использовании как аниматроники, так и компьютерной графики. Нику Дадмэну, известному по франшизе «Звёздные войны», было поручено разработать особый пластический грим для механических моделей, в то время как компания Jim Henson’s Creature Shop взяла на себя обязанности по оживлению персонажей. По словам дизайнера Джона Коппингера, специалисты рассматривали множество вариантов создания магических существ. Особой проблемой Коппингер считал работу именно над мифическими персонажами, такими как единороги и кентавры, поскольку они должны были получиться максимально реалистичными. Спецэффекты фильма были дополнены компьютерной графикой. Например, горный тролль в основном был создан методом компьютерной анимации, за исключением ног, являвшимися макетом.
В фильме было создано около 600 кадров с визуальными эффектами, а также использовалась технология хромакея. Industrial Light & Magic занималась образом лица Волан-де-Морта на затылке профессора Квиррелла, Rhythm & Hues — драконом Норбертом, а Sony Pictures Imageworks подготовила сцены с квиддичем. Cinesite работала над визуализацией Хогвартса, в частности, движущейся лестницей, частично построенной на студии и затем переработанной в цифровой вид. Компания MPC трудилась над 85 кадрами, среди которых были хижина на скалах, шоколадная лягушка, снитч и кричащая книга. MPC также разработала систему трекинга за камерой при участии BBC Resources, заключавшейся в использовании меток слежения и инфракрасных отражателей для захвата движения. Это позволило устранить необходимость в удалении маркеров и в целом упростить работу на стадии постпроизводства. Данный метод был задействован во фрагментах прибытия учеников в Хогвартс на лодках и встречи Гарри с кентавром в Запретном лесу.

### Музыка
Саундтрек к кинокартине написал Джон Уильямс, ранее сотрудничавший с Коламбусом в первом и втором фильмах франшизы «Один дома». Музыку композитор сочинил в своих особняках, расположенных в Лос-Анджелесе и Тэнглвуде, а затем записал в лондонских студиях Эбби-Роуд и Air Lyndhurst в сентябре 2001 года. В фильме представлены многие характерные лейтмотивы, большинство из которых повторно прозвучали в сиквеле «Гарри Поттер и Тайная комната». Основная композиция «Hedwig’s Theme» в изменённом виде присутствует во всех фильмах. Саундтрек был выпущен 30 октября 2001 года на CD-носителях.
В декабре 2001 года саундтрек получил золотой статус в Канаде (50 000 единиц), а в январе 2002 года — в Японии (100 000 единиц). В 2002 году Джон Уильямс был номинирован на премию «Оскар» за лучшую музыку к фильму, однако проиграл Говарду Шору, написавшего композиции к другому фэнтези «Властелин колец: Братство кольца».
Альбом стал успешным, заняв 48-ю строчку в чарте Billboard 200, а также второе место в Top Soundtracks Chart. В официальном чарте Великобритании альбом находился на 19 месте.

##### Список композиций
| №                   | Название                                                       | Длительность |
| ------------------- | -------------------------------------------------------------- | ------------ |
| 1.                  | «Prologue»                                                     | 2:12         |
| 2.                  | «Harry's Wondrous World»                                       | 5:21         |
| 3.                  | «The Arrival of Baby Harry»                                    | 4:25         |
| 4.                  | «Letters from Hogwarts»                                        | 3:23         |
| 5.                  | «Diagon Alley and the Gringotts Vault»                         | 4:06         |
| 6.                  | «Platform Nine-and-Three-Quarters and the Journey to Hogwarts» | 3:14         |
| 7.                  | «Entry into the Great Hall and the Banquet»                    | 3:42         |
| 8.                  | «Mr. Longbottom Flies»                                         | 3:35         |
| 9.                  | «Hogwarts Forever! and the Moving Stairs»                      | 3:47         |
| 10.                 | «The Norwegian Ridgeback and a Change of Season»               | 2:47         |
| 11.                 | «The Quidditch Match»                                          | 8:29         |
| 12.                 | «Christmas at Hogwarts»                                        | 2:56         |
| 13.                 | «The Invisibility Cloak and the Library Scene»                 | 3:16         |
| 14.                 | «Fluffy's Harp»                                                | 2:39         |
| 15.                 | «In the Devil's Snare and the Flying Keys»                     | 2:21         |
| 16.                 | «The Chess Game»                                               | 3:49         |
| 17.                 | «The Face of Voldemort»                                        | 6:10         |
| 18.                 | «Leaving Hogwarts»                                             | 2:14         |
| 19.                 | «Hedwig's Theme»                                               | 5:11         |
| Общая длительность: | Общая длительность:                                            | 73:28        |

## Релиз

### Выпуск
Первоначально Warner Bros. назначила выход фильма в прокат на 4 июля 2001 года в День независимости. Однако позднее компания отказалась от запланированный даты из-за слишком короткого производственного окна и решения создателей уделить больше времени работе над спецэффектами фильма. В итоге релиз кинокартины был перенесён на 16 ноября 2001 года. Мировая премьера фильма прошла 4 ноября 2001 года на Лестер-сквере в лондонском кинотеатре «Одеон», по этому случаю оформленного в виде школы Хогвартс.

### Маркетинг
Премьерный тизерный постер был опубликован 13 декабря 2000 года. Первый кадр из фильма появился в сети 5 января 2001 года. Официальный трейлер дебютировал 1 марта 2001 года посредством спутниковой связи, а спустя день — в кинотеатрах перед показом «Агента по кличке Спот». Второй ролик вышел 27 июня 2001 года на сайте AOL, затем демонстрировался в кинотеатрах вместе с фильмом «Искусственный разум». В июле 2001 года на фестивале San Diego Comic-Con был представлен шестиминутный промоматериал. Выход последнего трейлера состоялся в конце октября 2001 года.
Для продвижения фильма Warner Bros. подписала соглашение с Coca-Cola на 150 млн долларов. 15 ноября 2001 года корпорацией Electronic Arts была выпущена одноимённая видеоигра для нескольких консолей. В декабре 2003 года вышли игры для платформ Nintendo GameCube, PlayStation 2 and Xbox. По мотивам фильма также производились серии игрушек от компаний Mattel, Hasbro и LEGO.

### Издания
«Гарри Поттер и философский камень» вышел на VHS и DVD в Великобритании 11 мая 2002 года, в США — 28 мая. Фильм был переиздан на VHS и DVD (The Special Edition) 7 мая 2004 года. 8 декабря 2009 года в США была выпущена расширенная версия Ultimate Edition в формате Blu-ray и DVD продолжительностью 159 минут с удалёнными и отредактированными сценами. Также в комплект вошли бонусные фичуретки с кинопробами Рэдклиффа, Гринта и Уотсон, специальный полнометражный фильм «Создание мира Гарри Поттера, часть 1: Магия начинается» и 48-страничный буклет в твёрдом переплёте. С мая по июнь 2002 года фильм был продан в количестве 10 млн копий, почти 60 % из которых были продажи DVD.

## Приём

### Кассовые сборы
Фильм в 2001 году был признан успешным с точки зрения коммерческого проката. В США он заработал 32,3 млн долларов в первый день, поставив новый рекорд для пятницы, который ранее принадлежал фильму «Звёздные войны. Эпизод I: Скрытая угроза». Во второй день релиза кинолента собрала 33,5 млн долларов, снова побив рекорд по сборам теперь уже для субботы. В общей сложности в первые три дня фильм заработал 90,3 млн долларов, обогнав достижение второй части франшизы «Парка юрского периода» — «Затерянный мир» (72,1 млн долларов). Кинокартина удерживала рекорд до мая 2002 года, пока её не сместил с этой позиции «Человек-паук» (114,8 млн долларов). Фильм занимал первое место по сборам в течение трёх недель подряд. У фильма также были лучшие пятидневные (со среды по воскресенье) сборы в День благодарения (82,4 млн долларов) на протяжении двенадцати лет, пока рекорд не был побит одновременно второй частью «Голодных игр» (110 млн долларов) и «Холодным сердцем» (93,6 млн долларов). В Великобритании «Гарри Поттер и философский камень» показал самый высокий результат по сборам в истории в то время, заработав 16,3 млн фунтов стерлингов в первый уик-энд. Фильм собрал 66,1 млн фунтов стерлингов в одной только Великобритании, что делало его на тот момент вторым самым кассовым фильмом в истории страны (после «Титаника»), пока его результат не превзошёл мюзикл «Мамма Mia!».
В общей сложности кинолента заработала более 1 млрд долларов по всему миру (с учётом нескольких повторных релизов), став тогда вторым самым кассовым фильмом в истории и самым кассовым фильмом 2001 года. Кинокартина занимает второе место во франшизе по сборам после заключительной части «Даров Смерти» (1,3 млрд долларов). По оценкам сайта Box Office Mojo, только в США было продано почти 56 млн билетов на сеансы фильма.

### Критика
Экранизация первой книги была в основном благоприятно встречена критиками, однако среди них нашлись и те, кто имел противоположную точку зрения. На Rotten Tomatoes её рейтинг составляет 80 % на основе 202 рецензий критиков со средней оценкой 7/10. На Metacritic кинолента имеет 65 баллов из 100 на основе 37 рецензий, что означает «в целом положительные отзывы». Зрители, опрошенные сайтом CinemaScore, дали фильму среднюю оценку A по шкале от А+ до F.
Брайан Линдер из IGN отнёс романы о юном волшебнике к числу своих любимейших произведений, и дал фильму положительный отзыв, посчитав его «хоть и не идеальным, но хорошим дополнением к книгам». Тодд Маккарти из Variety сопоставил работу Коламбуса с «Унесёнными ветром» и отметил верность экранизации первоначальному источнику. С ним был согласен Джонатан Форман из New York Post, написав, что фильм «поразительно верен» своему литературному коллеге и «неизменно увлекателен». Эндрю О’Хэхир из Salon посчитал фильм «привлекательной адаптацией», тем не менее заметив, что для многих он будет казаться «скорее весёлым и безобидным, чем запоминающимся или творческим». Питер Трэверс из Rolling Stone дал кинокартине сдержанную оценку, заявив, что она, несмотря на верность книге, слишком затянута, а вопрос о её качестве «в эпоху коммерциализации искусства лишён смысла».
Кроме общих отзывов, внимания рецензентов был удостоен актёрский состав, подавляющее большинство которых сочло его главным достоинством фильма. Ведущий кинокритик Роджер Эберт отметил «энергичное» трио «Рэдклифф-Гринт-Уотсон» и «верящих в свои роли» взрослых актёров. Джон Хискок из The Daily Telegraph также хвалебно высказался о «замечательном» Рэдклиффе и «великолепно игравших» Гринте и Уотсон. Джей Бойяр из Orlando Sentinel описал кастинг фильма как «попавшим в самую точку», выделив как детей-актёров, так и «выдающийся» и «потрясающий» взрослый состав (Колтрейн, Смит, Харрис, Рикман, Уолтерс, Клиз), особенно Джона Хёрта, у которого роль «маленькая, но лучшая». Похожим образом отозвался о касте Энтони Лэйн из The New Yorker, заявив, что юные актёры «заслуживают доверия», в частности Эмма Уотсон. Из взрослых Лэйн, как и Бойяр, отметил «благоговейного» и «остроумного» Хёрта. Боб Грэм из San Francisco Chronicle также похвалил «фаворитку» Уотсон и Мэгги Смит; последнюю он сопоставил с телеведущей шоу The Weakest Link Энн Робинсон. Другие критики сравнивали Смит с её героиней мисс Джин Броди из фильма 1969 года (Эдриан Хэнниган, Рекс Рид, Лиза Шварцбаум). Кеннет Туран из Los Angeles Times, однако, отзывался о взрослых актёрах не так восторженно, посчитав Робби Колтрейна единственным из них, кто «полностью воплощает свою роль». А вот Лиза Шварцбаум из Entertainment Weekly в своей рецензии, помимо Смит, отметила Алана Рикмана, своим исполнением «испускающий высоковольтный разряд электричества».
Визуальные эффекты и дизайн фильма были оценены критиками в сдержанно-положительном ключе. Марк Каро из Chicago Tribune похвалил «фантастический» Хогвартс Стюарта Крэйга, и Джудианну Маковски, работавшей над образом Хагрида и «жуткими» гоблинами. Тем не менее, критик заметил, что спецэффекты выглядели «дешёвыми» для фильма с бюджетом более 100 млн долларов, и его не покидало ощущение, что во время игры в квиддич или разговора трио с Хагридом у хижины актёры находились «перед экранами». Аналогичного мнения был Пол Клинтон из CNN, сочтя дизайн Крэйга «чудом», а костюмы Маковски «уникальными». Джонатан Розенбаум из Chicago Reader в свою очередь «получил удовольствие» от трансформации кошки в профессора Макгонагалл и трёхголового пса Пушка. Неоднозначно оценил эффекты Джеймс Берардинелли из ReelViews, которые, на его взгляд, «далеко не ошеломляющие». Критик положительно отозвался о визуализации Хогвартса, тролля, гоблинов и применения магии учениками, однако отчитал работу над квиддичем, где полёты на мётлах смотрелись «разочаровывающе». Напротив, Мойра Макдональд из The Seattle Times высоко охарактеризовала качество реализации квиддича, а также другие спецэффекты, такие как парящие свечи в Большом зале и поезд «Хогвартс-экспресс», которые «захватывают дух».
Музыка Джона Уильямса была неоднозначно воспринята критиками. По мнению Уильяма Арнольда из Seattle Post-Intelligencer, композитор создал «лучшую партитуру за последние годы». Роберт Денерстейн из Rocky Mountain News, признавшись, что не является большим поклонником Уильямса, тем не менее оценил его работу как «подходящую для материала, хоть временами и подавляющую изображение». Кирк Ханикатт из The Hollywood Reporter счёл саундтрек «большой, лязгающей, грохочущей музыкальной шкатулкой, которая никак не может заткнуться». Поддержала мнение Ханикатта и Клаудия Пуиг из USA Today, писав, что партитура «чрезмерно настойчива» и ей «не хватает тонкости». Дэвид Ансен из Newsweek неодобрительно отнёсся к музыке Уильямса, посчитав, что она «сдерживает действие с неуместной грандиозностью» и «продаёт фильм, а не поддерживает его».
Вместе с тем были и отрицательные отзывы об экранизации. Ричард Корлисс из Time раскритиковал «вялость» изображения, темп и отсутствие харизмы у ведущих актёров. Пол Татара из CNN счёл повествование, «больше походившее на празднество в голове Роулинг», самым главным недостатком фильма. Эд Гонсалес из Slant Magazine в своей рецензии ругал «слабую» и «сырую» операторскую работу, а большую часть киноленты оценил как «скучный праздник капающей слюны, мантий-невидимок и летающих существ». Джим Хоберман из The Village Voice задался вопросом о соответствии экранизации духу книги, и сравнил фильм с «дорогостоящей, тщательно спланированной военной операцией», которая «вкатывается на рынок, чтобы захватить заранее проданный мозг» зрителя. Негативный отзыв о кинокартине оставил Элвис Митчелл из The New York Times, посчитав её похожей на «несколько лет назад переживший расцвет тематический парк, где аттракционы гремят и стонут от усталости металла». Он также посетовал на «недостаток воображения» и бесчувственных персонажей, писав, что «Распределяющая шляпа имеет больше индивидуальности, чем кто-либо ещё в фильме». Брюс Ньюман из Mercury News неблагоприятно воспринял работу Коламбуса, сочтя её «неуклюжей» и «глянцевой, с блестящей сахарной отделкой, порожней внутри, но, кажется, стремящейся угодить всем». Критик также выразил разочарование по поводу «пресного» и «пустого» главного героя, и что создатели не приложили достаточно усилий для того, чтобы он казался «харизматичным или сильным».
Российские критики также отреагировали на фильм в основном с положительной стороны. Екатерина Тарханова из Film.ru похвалила кастинг, монтаж и спецэффекты, поставив в этом заслугу Коламбусу, а также заметила, что фильм будет интересен как детям, так и взрослым. Филипп Бахтин из «Афиши» оценил «обаятельного» главного героя, «ужасных» злодеев и «впечатляющие» спецэффекты, вместе с тем писав, что «плосковатость» сюжета может быть прощена ввиду того, что это детский фильм. Однако критик испытал от кинокартины «некоторое разочарование», поскольку «выданный каждому лично в руки стандартный, одобренный и утверждённый единообразный кинематографический Поттер навсегда заменит каждому его собственного, книжного Поттера, единожды воображённого, выпестованного и возлюбленного».

## Награды и номинации
| Награда                                        | Категория                                              | Номинанты                                                                   | Результат | Пр.                     |
| ---------------------------------------------- | ------------------------------------------------------ | --------------------------------------------------------------------------- | --------- | ----------------------- |
| Оскар                                          | Лучшая работа художника-постановщика                   | Стюарт Крэйг, Стефени Макмиллан                                             | Номинация | [ 113 ]                 |
| Оскар                                          | Лучшие костюмы                                         | Джудианна Маковски                                                          | Номинация | [ 113 ]                 |
| Оскар                                          | Лучшая музыка к фильму                                 | Джон Уильямс                                                                | Номинация | [ 113 ]                 |
| Аманда                                         | Лучший иностранный фильм                               |                                                                             | Номинация | [ 176 ]                 |
| Премия Американского института киноискусства   | Лучшие визуальные эффекты                              | Роберт Легато, Ник Дэвис, Роджер Гайетт                                     | Номинация | [ 177 ] [ 178 ]         |
| Премия Американского института киноискусства   | Специальная награда                                    |                                                                             | Победа    | [ 177 ] [ 178 ]         |
| Премия Гильдии художников-постановщиков США    | Лучший художник-постановщик в фильме жанра фэнтези     | Стюарт Крэйг, Джон Кинг, Нил Лэмонт, Эндрю Оклэнд-Сноу, Питер Фрэнсис и др. | Номинация | [ 179 ] [ 180 ]         |
| Премия Гильдии художников-постановщиков США    | Специальная награда                                    | Стюарт Крэйг, Нил Лэмонт, Стефени Макмиллан и др.                           | Победа    | [ 179 ] [ 180 ]         |
| Bogey Awards                                   | Приз «Титан»                                           |                                                                             | Победа    | [ 181 ]                 |
| BAFTA                                          | Лучший британский фильм                                |                                                                             | Номинация | [ 182 ]                 |
| BAFTA                                          | Лучшая мужская роль второго плана                      | Робби Колтрейн                                                              | Номинация | [ 182 ]                 |
| BAFTA                                          | Лучший дизайн костюмов                                 | Джудианна Маковски                                                          | Номинация | [ 182 ]                 |
| BAFTA                                          | Лучшая работа художника-постановщика                   | Стюарт Крэйг                                                                | Номинация | [ 182 ]                 |
| BAFTA                                          | Лучший грим и причёски                                 | Ник Дадмэн, Энья Феннел, Аманда Найт                                        | Номинация | [ 182 ]                 |
| BAFTA                                          | Лучший звук                                            |                                                                             | Номинация | [ 182 ]                 |
| BAFTA                                          | Лучшие визуальные эффекты                              |                                                                             | Номинация | [ 182 ]                 |
| Critics’ Choice Movie Awards                   | Лучший семейный фильм                                  |                                                                             | Победа    | [ 183 ] [ 184 ]         |
| Critics’ Choice Movie Awards                   | Лучший молодой актёр                                   | Дэниел Рэдклифф                                                             | Номинация | [ 183 ] [ 184 ]         |
| Critics’ Choice Movie Awards                   | Лучшая музыка                                          | Джон Уильямс                                                                | Номинация | [ 183 ] [ 184 ]         |
| Critics’ Choice Movie Awards                   | Любимая кинофраншиза                                   |                                                                             | Номинация | [ 183 ] [ 184 ]         |
| Broadcast Music Incorporated Film & TV Awards  | Лучшая музыка                                          | Джон Уильямс                                                                | Победа    | [ 185 ]                 |
| Американское общество специалистов по кастингу | Кастинг фильма — комедия                               | Джанет Хиршенсон, Джейн Дженкинс                                            | Победа    | [ 186 ]                 |
| Премия Гильдии художников по костюмам          | Лучшие костюмы в фэнтези-фильме                        | Джудианна Маковски                                                          | Победа    | [ 187 ]                 |
| Американская ассоциация монтажёров             | Лучший монтаж фильма — драма                           | Ричард Фрэнсис-Брюс                                                         | Номинация | [ 188 ]                 |
| Empire Awards                                  | Лучший фильм                                           |                                                                             | Номинация | [ 189 ] [ 190 ]         |
| Empire Awards                                  | Лучший дебют                                           | Дэниел Рэдклифф, Руперт Гринт, Эмма Уотсон                                  | Номинация | [ 189 ] [ 190 ]         |
| Empire Awards                                  | Специальная награда                                    |                                                                             | Победа    | [ 189 ] [ 190 ]         |
| Evening Standard British Film Awards           | Лучшее техническое достижение                          | Стюарт Крэйг                                                                | Победа    | [ 191 ]                 |
| GoldSpirit Awards                              | Лучший саундтрек к научной фантастике/фэнтези          | Джон Уильямс                                                                | Номинация | [ 192 ]                 |
| GoldSpirit Awards                              | Лучшая запись издания                                  | Джон Уильямс                                                                | Номинация | [ 192 ]                 |
| GoldSpirit Awards                              | Лучшая музыкальная тема                                | Джон Уильямс                                                                | Номинация | [ 192 ]                 |
| Golden Reel Awards                             | Лучший монтаж звука — иностранный фильм                | Эдди Джозеф, Мартин Кантуэлл, Ник Лоу, Колин Ричи, Питер Холт               | Номинация | [ 193 ]                 |
| Грэмми                                         | Лучший альбом-саундтрек к фильму, ТВ или другому медиа | Джон Уильямс                                                                | Номинация | [ 194 ]                 |
| Грэмми                                         | Лучшая инструментальная композиция                     | Джон Уильямс («Hedwig’s Theme»)                                             | Номинация | [ 194 ]                 |
| Хьюго                                          | Лучшая постановка                                      |                                                                             | Номинация | [ 195 ]                 |
| Премия Японской киноакадемии                   | Лучший фильм на иностранном языке                      |                                                                             | Номинация | [ 196 ]                 |
| Kids' Choice Awards                            | Любимый фильм                                          |                                                                             | Номинация | [ 197 ]                 |
| Общество кинокритиков Лас-Вегаса               | Лучший семейный фильм                                  |                                                                             | Победа    | [ 198 ]                 |
| MTV Movie Awards                               | Лучший прорыв года                                     | Дэниел Рэдклифф                                                             | Номинация | [ 199 ]                 |
| Onine Film & Television Association            | Лучший официальный сайт фильма                         |                                                                             | Номинация | [ 200 ] [ 201 ] [ 202 ] |
| Onine Film & Television Association            | Лучшая молодёжная роль                                 | Дэниел Рэдклифф                                                             | Номинация | [ 200 ] [ 201 ] [ 202 ] |
| Onine Film & Television Association            | Лучшая молодёжная роль                                 | Руперт Гринт                                                                | Номинация | [ 200 ] [ 201 ] [ 202 ] |
| Onine Film & Television Association            | Лучший сценарий на основе исходного материала          | Стив Кловис                                                                 | Номинация | [ 200 ] [ 201 ] [ 202 ] |
| Onine Film & Television Association            | Лучшая работа художника-постановщика                   | Стюарт Крэйг, Эндрю Экленд-Сноу, Питер Фрэнсис, Джон Кинг и др.             | Номинация | [ 200 ] [ 201 ] [ 202 ] |
| Onine Film & Television Association            | Лучший дизайн костюмов                                 | Джудианна Маковски                                                          | Номинация | [ 200 ] [ 201 ] [ 202 ] |
| Onine Film & Television Association            | Лучшие визуальные эффекты                              | Ник Дэвис, Роджер Гайетт, Роберт Легто, Джон Ричардсон                      | Номинация | [ 200 ] [ 201 ] [ 202 ] |
| Onine Film & Television Association            | Лучший грим и причёски                                 | Марк Кулир, Ник Дадмэн, Эния Феннел, Аманда Найт, Крис Лайонс               | Номинация | [ 200 ] [ 201 ] [ 202 ] |
| Onine Film & Television Association            | Музыка (Зал Славы)                                     | Джон Уильямс                                                                | Победа    | [ 200 ] [ 201 ] [ 202 ] |
| Onine Film & Television Association            | Персонаж (Зал Славы)                                   | Дэниел Рэдклифф                                                             | Победа    | [ 200 ] [ 201 ] [ 202 ] |
| Общество кинокритиков Феникса                  | Лучший семейный фильм                                  |                                                                             | Победа    | [ 203 ]                 |
| Общество кинокритиков Феникса                  | Лучший новичок                                         | Дэниел Рэдклифф                                                             | Номинация | [ 203 ]                 |
| Общество кинокритиков Феникса                  | Лучшая молодёжная роль                                 | Эмма Уотсон                                                                 | Номинация | [ 203 ]                 |
| Общество кинокритиков Феникса                  | Лучшая работа художника-постановщика                   | Стюарт Крэйг                                                                | Номинация | [ 203 ]                 |
| Общество кинокритиков Феникса                  | Лучший дизайн костюмов                                 | Джудианна Маковски                                                          | Номинация | [ 203 ]                 |
| Общество кинокритиков Феникса                  | Лучшая музыка                                          | Джон Уильямс                                                                | Номинация | [ 203 ]                 |
| Общество кинокритиков Феникса                  | Лучшие визуальные эффекты                              | Роберт Легато, Ник Дэвис, Роджер Гайетт, Джон Ричардсон                     | Номинация | [ 203 ]                 |
| Премия Гильдии продюсеров Америки              | Продюсер года                                          | Дэвид Хейман                                                                | Номинация | [ 204 ]                 |
| Спутник                                        | Лучший фильм                                           |                                                                             | Номинация | [ 205 ] [ 206 ] [ 207 ] |
| Спутник                                        | Лучший монтаж                                          | Ричард Фрэнсис-Брюс                                                         | Номинация | [ 205 ] [ 206 ] [ 207 ] |
| Спутник                                        | Лучшая работа художника-постановщика                   | Стюарт Крэйг                                                                | Номинация | [ 205 ] [ 206 ] [ 207 ] |
| Спутник                                        | Лучшие визуальные эффекты                              | Роберт Легато, Ник Дэвис, Роджер Гайетт, Джон Ричардсон                     | Номинация | [ 205 ] [ 206 ] [ 207 ] |
| Спутник                                        | Лучший новый талант                                    | Руперт Гринт                                                                | Победа    | [ 205 ] [ 206 ] [ 207 ] |
| Спутник                                        | Лучшее дополнение к DVD                                |                                                                             | Номинация | [ 205 ] [ 206 ] [ 207 ] |
| Спутник                                        | Лучшее молодёжное DVD                                  |                                                                             | Номинация | [ 205 ] [ 206 ] [ 207 ] |
| Сатурн                                         | Лучший фэнтезийный фильм                               |                                                                             | Номинация | [ 208 ]                 |
| Сатурн                                         | Лучший режиссёр                                        | Крис Коламбус                                                               | Номинация | [ 208 ]                 |
| Сатурн                                         | Лучший актёр второго плана                             | Робби Колтрейн                                                              | Номинация | [ 208 ]                 |
| Сатурн                                         | Лучшая актриса второго плана                           | Мэгги Смит                                                                  | Номинация | [ 208 ]                 |
| Сатурн                                         | Лучший молодой актёр или актриса                       | Дэниел Рэдклифф                                                             | Номинация | [ 208 ]                 |
| Сатурн                                         | Лучший молодой актёр или актриса                       | Эмма Уотсон                                                                 | Номинация | [ 208 ]                 |
| Сатурн                                         | Лучший дизайн костюмов                                 | Джудианна Маковски                                                          | Победа    | [ 208 ]                 |
| Сатурн                                         | Лучший грим                                            | Ник Дадмэн, Марк Кулир, Джон Ламберт                                        | Номинация | [ 208 ]                 |
| Сатурн                                         | Лучшие спецэффекты                                     | Роберт Легато, Ник Дэвис, Роджер Гайетт, Джон Ричардсон                     | Номинация | [ 208 ]                 |
| Stinkers Bad Movie Awards                      | Самая назойливая музыка                                |                                                                             | Номинация | [ 209 ]                 |
| Teen Choice Awards                             | Выбор фильма: Драма/Приключения                        |                                                                             | Номинация | [ 210 ]                 |
| Молодой актёр                                  | Лучший семейный фильм — драма                          |                                                                             | Номинация | [ 211 ]                 |
| Молодой актёр                                  | Лучшая роль в фильме: Молодая актриса                  | Эмма Уотсон (совместно со Скарлетт Йоханссон)                               | Победа    | [ 211 ]                 |
| Молодой актёр                                  | Лучшая роль в фильме: Молодой актёр второго плана      | Том Фелтон                                                                  | Номинация | [ 211 ]                 |
| Молодой актёр                                  | Лучший актёрский ансамбль фильма                       |                                                                             | Номинация | [ 211 ]                 |
| Молодой актёр                                  | Самый многообещающий молодой дебютант                  | Руперт Гринт                                                                | Победа    | [ 211 ]                 |

## Франшиза и влияние
Экранизация романа «Гарри Поттер и философский камень» стала первой из восьми фильмов франшизы. Последняя часть, «Гарри Поттер и Дары Смерти», была разделена на две кинокартины. С общими кассовыми сборами около 7,7 млрд долларов «Гарри Поттер» считается одной из самых успешных серий фильмов за всю историю кино.
После выхода первого фильма большая часть съёмочной команды продолжила работать над франшизой. Дэвид Хейман был продюсером всех кинолент. Крис Коламбус также снял второй фильм и выступил продюсером третьего. Стив Кловис написал сценарии для всех частей франшизы, кроме пятой. Джон Уильямс был композитором первых трёх фильмов. Художник-постановщик Стюарт Крэйг работал над всей серией. Почти весь актёрский состав снимался в последующих фильмах. Лишь роль директора школы Альбуса Дамблдора, начиная с третьего фильма, исполнял Майкл Гэмбон из-за смерти Ричарда Харриса. Благодаря экранизации первой части романа началась карьера многих молодых актёров, которые ранее не были известны широкой публике.
По мнению многих авторитетных изданий, «Философский камень» также сильно повлиял на последующие части в ряде аспектов кинематографической реализации. Экранизация стала первой полноценной официальной визуализацией материала о Гарри Поттере. В частности, впервые были показаны внешний вид униформы студентов, фантастических существ и архитектуры Хогвартса. По мере развития франшизы костюмы дополнялись и модифицировались, а не кардинально переделывались, за некоторыми исключениями. Те же локации в дальнейшем снова использовались для съёмок, дом Дурслей был воссоздан в студии. Партитура в последующих частях основывалась на работе Джона Уильямса из первого фильма, чья композиция «Hedwig’s Theme» стала музыкальной темой поттерианы. Тем не менее, на протяжении всей серии декорации и внешний вид мифических существ претерпевали изменения, отчасти благодаря достижениям в области визуальных эффектов. Франшиза также снималась четырьмя разными режиссёрами, у каждого из которых был свой собственный взгляд на историю. При этом если первый фильм считается лёгким и детским, то последующие становятся мрачнее в соответствии с романами, а персонажи — более взрослыми.